# Germano de Figueiredo
Germano Luís de Figueiredo (23 de desembre de 1932 – 14 de juliol de 2004), conegut simplement com a Germano (ʒɨɾˈmɐnu), fou un futbolista portuguès que jugava com a defensa central.

## Carrera de club
Va jugar gran part de la seva carrera professional amb el SL Benfica, amb el qual va jugar 131 partits oficials, i hi va guanyar títols importants, incloses dues Copes d'Europa. Va jugar com a titular la final de la Copa d'Europa de 1961, que el Benfica va guanyar contra el FC Barcelona per 3 a 2 al Wankdorf Stadium de Berna, la primera final de la Copa d'Europa que jugaven qualsevol dels dos equips. També va jugar com a titular la final de la Copa d'Europa de 1962, que el Benfica va guanyar contra el Reial Madrid per 5 a 3 a l'Estadi Olímpic d'Amsterdam, la segona victòria consecutiva de l'equip portuguès en la competició. Va jugar com a titular la final de la Copa d'Europa de 1965, que el Benfica va perdre contra l'Inter de Milà per 0 a 1 a San Siro, la segona victòria consecutiva de l'Inter en la competició.

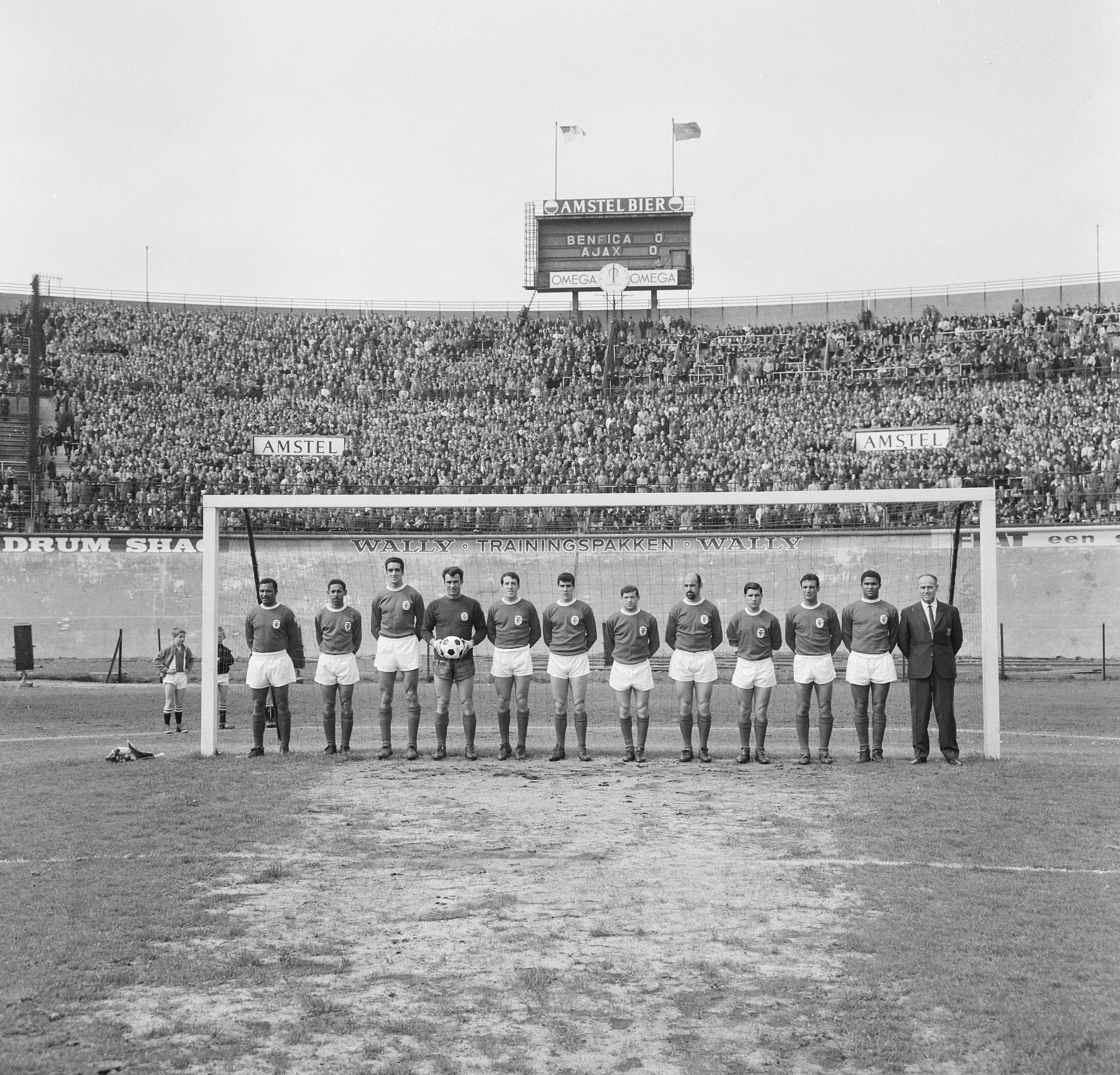
Germano (quart per la dreta) amb el SL Benfica en un partit amistós contra l'AFC Ajax el 1965

## Internacional
Germano va representar Portugal al Mundial 1966. Està classificat el 53è al rànquing dels 50 Millors Futbolistes dels darrers 50 Anys de la UEFA.